# Европско првенство у атлетици на отвореном 1938 — штафета 4 x 400 метара за мушкарце
Трка штафета 4 х 400 м у мушкој конкуренцији на 2. Европском првенству у атлетици 1936. у Паризу одржана је 5. септембра на стадиону Коломб у Паризу.

## Земље учеснице
Учествовало је 6 штафета из исто толико земаља, са укупно 24. учесника..
1. Италија (4)
2. Мађарска (4)
3. Немачка (4)
4. Уједињено Краљевство (4)
5. Француска  (4)
6. Шведска (4)

## Рекорди
| Рекорди пре почетка Европског првенства 1938.     | Рекорди пре почетка Европског првенства 1938.                                         | Рекорди пре почетка Европског првенства 1938. | Рекорди пре почетка Европског првенства 1938. | Рекорди пре почетка Европског првенства 1938. | Рекорди пре почетка Европског првенства 1938. |
| ------------------------------------------------- | ------------------------------------------------------------------------------------- | --------------------------------------------- | --------------------------------------------- | --------------------------------------------- | --------------------------------------------- |
| Светски рекорд                                    | САД · Ivan Fuqua, Едгар Аблович, Карл Ворнер, Бил Кар                                 | 3:08,2                                        | Лос Анђелес САД                               | 7. август 1932.                               |                                               |
| Европски рекорд                                   | Уједињено Краљевство · Фредерик Волф, Годфри Ремплинг, Вилијам Робертс,, Годфри Браун | 3:09,0                                        | Берлин Немачка                                | 9. август 1936.                               |                                               |
| Рекорди европских првенстава                      | Немачка Хелмут Хаман, Ханс Шеле, Хари Војт, Адолф Мецнер                              | 3:14,1                                        | Торино Италија                                | 9. септембар 1934.                            |                                               |
| Рекорди после завршетка Европског првенства 1938. |                                                                                       |                                               |                                               |                                               |                                               |
| Рекорди европских првенстава                      | Немачка · Hermann Blazejezak, Манфред Бис, Ерих Линхоф, Рудолф Харбиг                 | 3:13,7                                        | Париз Француска                               | 5. септембар 1938.                            |                                               |

## Освајачи медаља
|         |                      |         |
| Немачка | Уједињено Краљевство | Шведска |

## Резултати

### Финале
| Место | Атлетичари                                                           | Земља                | Резултат | Бел. |
| ----- | -------------------------------------------------------------------- | -------------------- | -------- | ---- |
|       | Hermann Blazejezak Манфред Бис Ерих Линхоф Рудолф Харбиг             | Немачка              | 3:13,7   | РЕП  |
|       | Ђон Барнс Алфред Болдвин Алан Пелингтон Годфри Браун                 | Уједињено Краљевство | 3:14,9   |      |
|       | Ларс Нилсон Карл Хенрик Густафсон Берје Томасон Бертил фон Вахенфелт | Шведска              | 3:17,3   |      |
| 4.    | Жозеф Бертолино Андре Гардјен Жак Левек Prudent Joye                 | Француска            | 3:18,3   |      |
| 5.    | Анђело Ферарио Ђоакино Дорасенци Отело Спампани Марио Ланци          | Италија              | 3:19,7   |      |
| 6.    | Ђула Гунеш Ференц Темешвари Јожеф Вадаш Јанош Геркои                 | Мађарска             | 3:22,9   |      |

## Укупни биланс медаља у штафетној трци 4 х 400 метара за мушкарце после 2. Европског првенства 1934—1938.
|    | Земља                | Злато | Сребро | Бронза | Укупно |
| -- | -------------------- | ----- | ------ | ------ | ------ |
| 1. | Немачка              | 2     | 0      | 0      | 2      |
| 2. | Уједињено Краљевство | 0     | 1      | 0      | 1      |
| 2. | Француска            | 0     | 1      | 0      | 1      |
| 4. | Шведска              | 0     | 0      | 2      | 2      |
|    | Укупно {4}           | 2     | 2      | 2      | 6      |

|    | Атлетичар            | Земља   | Злато | Сребро | Бронза | Укупно |
| -- | -------------------- | ------- | ----- | ------ | ------ | ------ |
| 1. | Бертил фон Вахенфелт | Шведска | 0     | 0      | 2      | 2      |